# Geert Emmerechts
Geert Emmerechts, né le 5 mai 1968 à Vilvorde en Belgique, est un footballeur international et entraîneur belge qui joue au poste de défenseur central.

## Biographie

### Carrière de joueur
Geert Emmerechts fait ses débuts professionnels en 1985 au RWD Molenbeek. Âgé de 17 ans à l'époque, il bénéficie au poste d'arrière-central de toute la confiance de son entraîneur Philippe Garot. Mais lorsque Tom Frivaldsky remplace celui-ci après la trêve hivernale, il doit à nouveau faire ses preuves.
Néanmoins, au fil du temps, Emmerechts est devenu un élément incontournable du club bruxellois. L'entraîneur national Guy Thys suit sa progression de près et le convoque d'abord pour l'équipe olympique qui dispute le tournoi pré-olympique des Jeux de Séoul. Il est remplaçant lors des deux premières rencontres puis titulaire face à la Yougoslavie (défaite 4-0). Six semaines plus tard, il reçoit sa première sélection chez les Diables et dispute une mi-temps le 19 janvier 1988 dans un match amical à Tel-Aviv contre Israël (victoire, 2-3).
À la fin de la saison 1987-1988, Emmerechts est transféré à l'Antwerp de l'entraîneur Georg Kessler. Il y devient coéquipier, entre autres, de Rudy Smidts et Franky Dekenne. À cette époque, le club anversois figurait dans le sub-top belge et disputait régulièrement la Coupe d'Europe. En 1992, l'Antwerp remporte la Coupe de Belgique aux tirs au but. Emmerechts inscrit l'avant-dernier penalty de la série.
En tant que vainqueur de la Coupe, l'Antwerp participe à la Coupe d'Europe des vainqueurs de coupe la saison suivante et, contre toute attente, atteint la finale. Celle-ci est disputée à Wembley face à Parme mais les Italiens se montrent trop fort et les Anversois s'inclinent 3 buts à 1. Emmerechts reste à l'Antwerp jusqu'en 2000, avec lequel il est relégué en deuxième division en 1998 avant de remporter le titre en 2000. Il ne remonte toutefois pas avec le club en première division et s'engage auprès du KSV Roulers, toujours dans l'antichambre de l'élite, pour les deux saisons suivantes avant de terminer sa carrière dans les divisions inférieures et d'embrasser une carrière d’entraîneur. Après deux saisons, respectivement au KSK Hoboken et au Kontich FC, il raccroche les crampons à la suite d'une grave blessure au genou.

### Carrière d'entraîneur
Geert Emmerechts est tout d'abord entraîneur principal au Tubantia Borgerhout pour une courte période avant de se diriger vers les jeunes, d'abord au Lierse SK et ensuite au Sporting d'Anderlecht,.
À Anderlecht, il gravit lentement mais sûrement les échelons et prend la relève de Johan Walem à la tête des espoirs en 2010 puis il intègre le staff de l'équipe première en tant qu'adjoint en 2012, d'abord comme T3 sous John van den Brom puis comme T2 de Besnik Hasi. Lorsque celui-ci est évincé en 2016, Emmerechts le suit au Legia Varsovie, mais pas à l'Olympiakos plus tard cette année-là. En août 2017, il succède à Jonas De Roeck comme entraîneur principal de Berchem Sport, mais se voit déjà licencié en novembre.
Il s'exile alors aux Émirats arabes unis et prend en charge les U18 du Baniyas SC avant de rentrer en Belgique en 2019. Emmerechts reprend à nouveau les rênes de Berchem Sport en 2020 en Division 2 amateur,. Fin octobre 2022, à la suite de résultats décevants, Berchem et lui-même se séparent de commun accord.
Fin mars 2023, il accepte de seconder Jo Christiaens (nl) au Lierse Kempenzonen pour deux saisons. Lorsque celui-ci est remercié début janvier 2024, Emmerechts reprend les rênes ad interim mais il jette l'éponge le 16 février après un bilan négatif d'un partage et trois défaites pour zéro victoires et à la suite d'un désaccord avec l'un de ses joueurs, Mickaël Tirpan.
À partir de juillet 2024, il est entraîneur des jeunes au Royal Antwerp FC, son club de cœur, où il remporte avec les moins de 16 ans le premier titre de leur histoire en 2025.

## Statistiques

### Statistiques de joueur

#### En club
| Saison                | Club                  | Championnat           | Championnat | Championnat | Coupe nationale | Coupe nationale | Coupe de la Ligue | Coupe de la Ligue | Supercoupe | Supercoupe | Compétition(s) continentale(s) | Compétition(s) continentale(s) | Compétition(s) continentale(s) | Autres compétitions | Autres compétitions | Autres compétitions | Total | Total |
| Saison                | Club                  | Division              | M.          | B.          | M.              | B.              | M.                | B.                | M.         | B.         | Comp.                          | M.                             | B.                             | Comp.               | M.                  | B.                  | M.    | B.    |
| 1985-1986             | RWD Molenbeek         | Division 1            | 14          | 0           | 2               | 0               | 5                 | 0                 | -          | -          | -                              | -                              | -                              | -                   | -                   | -                   | 21    | 0     |
| 1986-1987             | RWD Molenbeek         | Division 1            | 25          | 0           | 2               | 0               | -                 | -                 | -          | -          | -                              | -                              | -                              | -                   | -                   | -                   | 27    | 0     |
| 1987-1988             | RWD Molenbeek         | Division 1            | 26          | 0           | -               | -               | -                 | -                 | -          | -          | -                              | -                              | -                              | -                   | -                   | -                   | 26    | 0     |
| Sous-total            | Sous-total            | Sous-total            | 65          | 0           | 4               | 0               | 5                 | 0                 | -          | -          | -                              | -                              | -                              | -                   | -                   | -                   | 74    | 0     |
| 1988-1989             | Royal Antwerp FC      | Division 1            | 9           | 1           | 2               | 1               | -                 | -                 | -          | -          | C3                             | 1                              | 0                              | -                   | -                   | -                   | 12    | 2     |
| 1989-1990             | Royal Antwerp FC      | Division 1            | 24          | 1           | -               | -               | -                 | -                 | -          | -          | C3                             | 6                              | 0                              | -                   | -                   | -                   | 30    | 1     |
| 1990-1991             | Royal Antwerp FC      | Division 1            | 31          | 2           | 5               | 1               | -                 | -                 | -          | -          | C3                             | 2                              | 0                              | -                   | -                   | -                   | 38    | 3     |
| 1991-1992             | Royal Antwerp FC      | Division 1            | 33          | 0           | 6               | 0               | -                 | -                 | -          | -          | -                              | -                              | -                              | -                   | -                   | -                   | 39    | 0     |
| 1992-1993             | Royal Antwerp FC      | Division 1            | 18          | 0           | 2               | 0               | -                 | -                 | -          | -          | C2                             | 6                              | 0                              | -                   | -                   | -                   | 26    | 0     |
| 1993-1994             | Royal Antwerp FC      | Division 1            | 24          | 1           | 3               | 0               | -                 | -                 | -          | -          | C3                             | 1                              | 0                              | -                   | -                   | -                   | 28    | 1     |
| 1994-1995             | Royal Antwerp FC      | Division 1            | 25          | 0           | 2               | 0               | -                 | -                 | -          | -          | C3                             | 2                              | 0                              | -                   | -                   | -                   | 29    | 0     |
| 1995-1996             | Royal Antwerp FC      | Division 1            | 20          | 0           | 3               | 0               | -                 | -                 | -          | -          | -                              | -                              | -                              | -                   | -                   | -                   | 23    | 0     |
| 1996-1997             | Royal Antwerp FC      | Division 1            | 26          | 0           | 1               | 0               | -                 | -                 | -          | -          | -                              | -                              | -                              | -                   | -                   | -                   | 27    | 0     |
| 1997-1998             | Royal Antwerp FC      | Division 1            | 26          | 0           | 3               | 0               | 1                 | 0                 | -          | -          | CI                             | 1                              | 0                              | -                   | -                   | -                   | 31    | 0     |
| 1998-1999             | Royal Antwerp FC      | Division 2            | 25          | 0           | 2               | 0               | -                 | -                 | -          | -          | -                              | -                              | -                              | TF                  | 3                   | 0                   | 30    | 0     |
| 1999-2000             | Royal Antwerp FC      | Division 2            | 32          | 0           | 4               | 1               | 1                 | 0                 | -          | -          | -                              | -                              | -                              | -                   | -                   | -                   | 37    | 1     |
| Sous-total            | Sous-total            | Sous-total            | 293         | 5           | 33              | 3               | 2                 | 0                 | -          | -          | -                              | 19                             | 0                              | -                   | 3                   | 0                   | 350   | 8     |
| 2000-2001             | KSV Roulers           | Division 2            | 30          | 0           | 2               | 0               | -                 | -                 | -          | -          | -                              | -                              | -                              | -                   | -                   | -                   | 32    | 0     |
| 2001-2002             | KSV Roulers           | Division 2            | 21          | 1           | 1               | 0               | -                 | -                 | -          | -          | -                              | -                              | -                              | -                   | -                   | -                   | 22    | 1     |
| Sous-total            | Sous-total            | Sous-total            | 51          | 1           | 3               | 0               | -                 | -                 | -          | -          | -                              | -                              | -                              | -                   | -                   | -                   | 54    | 1     |
| 2002-2003             | KSK Hoboken           | Promotion B (D4)      | 20          | 1           | -               | -               | -                 | -                 | -          | -          | -                              | -                              | -                              | TF                  | -                   | -                   | 20    | 1     |
| 2003-2004             | Kontich FC            | Promotion B (D4)      | -           | -           | -               | -               | -                 | -                 | -          | -          | -                              | -                              | -                              | -                   | -                   | -                   | 0     | 0     |
| Total sur la carrière | Total sur la carrière | Total sur la carrière | 429         | 7           | 40              | 3               | 7                 | 0                 | -          | -          | -                              | 19                             | 0                              | -                   | 3                   | 0                   | 498   | 10    |

#### En sélections nationales
| Saison                | Sélection             | Phases finales        | Phases finales | Phases finales | Phases finales | Éliminatoires CDM | Éliminatoires CDM | Éliminatoires CDM | Éliminatoires EURO | Éliminatoires EURO | Éliminatoires EURO | Matchs amicaux | Matchs amicaux | Matchs amicaux | Total | Total | Total |
| Saison                | Sélection             | Compétition           | M              | B              | Pd             | M                 | B                 | Pd                | M                  | B                  | Pd                 | M              | B              | Pd             | M     | B     | Pd    |
| --------------------- | --------------------- | --------------------- | -------------- | -------------- | -------------- | ----------------- | ----------------- | ----------------- | ------------------ | ------------------ | ------------------ | -------------- | -------------- | -------------- | ----- | ----- | ----- |
| 1987-1988             | Belgique              | -                     | -              | -              | -              | -                 | -                 | -                 | -                  | -                  | -                  | 1              | 0              | 0              | 1     | 0     | 0     |
| Total sur la carrière | Total sur la carrière | Total sur la carrière | -              | -              | -              | -                 | -                 | -                 | -                  | -                  | -                  | 1              | 0              | 0              | 1     | 0     | 0     |

#### Matchs internationaux
| Matchs internationaux de Geert Emmerechts, | Matchs internationaux de Geert Emmerechts, | Matchs internationaux de Geert Emmerechts, | Matchs internationaux de Geert Emmerechts, | Matchs internationaux de Geert Emmerechts, | Matchs internationaux de Geert Emmerechts, | Matchs internationaux de Geert Emmerechts, | Matchs internationaux de Geert Emmerechts,                        |
| #                                          | Date                                       | Lieu                                       | Adversaire                                 | Résultat                                   | Compétition                                | Club                                       | Notes                                                             |
| ------------------------------------------ | ------------------------------------------ | ------------------------------------------ | ------------------------------------------ | ------------------------------------------ | ------------------------------------------ | ------------------------------------------ | ----------------------------------------------------------------- |
| 1                                          | 19 janvier 1988                            | Stade Ramat Gan, Ramat Gan, Israël         | Israël                                     | V 3 - 2                                    | Match amical                               | RWD Molenbeek                              | Entre en jeu à la place de Franky Dekenne à la 46e minute de jeu. |

### Statistiques d'entraîneur
| Saison                | Club                  | Championnat           | Championnat | Championnat | Championnat | Championnat | Coupe(s) nationale(s) | Coupe(s) nationale(s) | Coupe(s) nationale(s) | Coupe(s) nationale(s) | Total | Total | Total | Total | % Victoires |
| Saison                | Club                  | Division              | M           | V           | N           | D           | M                     | V                     | N                     | D                     | M     | V     | N     | D     | % Victoires |
| --------------------- | --------------------- | --------------------- | ----------- | ----------- | ----------- | ----------- | --------------------- | --------------------- | --------------------- | --------------------- | ----- | ----- | ----- | ----- | ----------- |
| 2001-2002             | Tubantia Borgerhout   | Séries provinciales   | 30          | 12          | 10          | 8           | -                     | -                     | -                     | -                     | 30    | 12    | 10    | 8     | 40%         |
| Sous-total            | Sous-total            | Sous-total            | 30          | 12          | 10          | 8           | -                     | -                     | -                     | -                     | 30    | 12    | 10    | 8     | 40%         |
| 2017-2018             | Berchem Sport         | Division 1 Amateur    | 10          | 2           | 3           | 5           | -                     | -                     | -                     | -                     | 10    | 2     | 3     | 5     | 20%         |
| 2020-2021             | Berchem Sport         | Division 2 Amateur    | 3           | 1           | 2           | 0           | -                     | -                     | -                     | -                     | 3     | 1     | 2     | 0     | 33%         |
| 2021-2022             | Berchem Sport         | Division 2 Amateur    | 27          | 7           | 8           | 12          | -                     | -                     | -                     | -                     | 27    | 7     | 8     | 12    | 26%         |
| 2022-2023             | Berchem Sport         | Division 2 Amateur    | 8           | 2           | 2           | 4           | 2                     | 1                     | 0                     | 1                     | 10    | 3     | 2     | 5     | 30%         |
| Sous-total            | Sous-total            | Sous-total            | 48          | 12          | 15          | 21          | 2                     | 1                     | 0                     | 1                     | 50    | 13    | 15    | 22    | 26%         |
| 2023-2024             | Lierse Kempenzonen    | Division 1B           | 4           | 0           | 1           | 3           | -                     | -                     | -                     | -                     | 4     | 0     | 1     | 3     | 0%          |
| Total sur la carrière | Total sur la carrière | Total sur la carrière | 82          | 24          | 26          | 32          | 2                     | 1                     | 0                     | 1                     | 84    | 25    | 26    | 33    | 30%         |

## Palmarès

### Palmarès de joueur
|  |  | Royal Antwerp FC - Coupe de Belgique (1) : - Vainqueur : 1992 - Supercoupe de Belgique : - Finaliste : 1992 - Coupe d'Europe des vainqueurs de coupe : - Finaliste : 1993 - Championnat de Belgique de deuxième division (1) : - Champion : 2000 - Vice-champion : 1999 |